# Williamsfield, Jamaica
Williamsfield är en ort i Jamaica.   Den ligger i parishen Parish of Manchester, i den centrala delen av landet, 70 km väster om huvudstaden Kingston. Williamsfield ligger 427 meter över havet och antalet invånare är 3 255. Den ligger på ön Jamaica.
Terrängen runt Williamsfield är kuperad. Runt Williamsfield är det ganska tätbefolkat, med 230 invånare per kvadratkilometer. Närmaste större samhälle är Mandeville, 5,1 km sydväst om Williamsfield. Omgivningarna runt Williamsfield är en mosaik av jordbruksmark och naturlig växtlighet.